# Biología cuantitativa
La biología cuantitativa es un término genérico que abarca el uso de técnicas matemáticas, estadísticas y computacionales para estudiar la vida y los organismos vivos. El tema central y el objetivo de la biología cuantitativa es la creación de modelos cuantitativos basados en los principios fundamentales que gobiernan los sistemas biológicos. Está íntimamente relacionada con disciplinas similares como la biofísica o la bioingeniería.
Los subcampos de la biología que emplean enfoque cuantitativo incluyen:
- Biología matemática y teórica
- Biología computacional
- Bioinformática
- Bioestadística
- Biología de sistemas
- Biología de poblaciones
- Biología sintética
- Epidemiología